# جو اینوه
جو اینوه (انگلیسی: Jo Inoue؛ زادهٔ ۲۱ مهٔ ۱۹۹۴) بازیکن فوتبال اهل ژاپن است.